# Стежерное (посёлок)
Стежеренский (бел. Сцяжарэнскі) — упразднённый  посёлок в Малейковском сельсовете Брагинского района Гомельской области Беларуси.
После катастрофы на Чернобыльской АЭС и радиационного загрязнения жители переселены в чистые места.

## География

### Расположение
В 9 км на восток от Брагина, 37 км от железнодорожной станции Хойники (на ветке Василевичи — Хойники от линии Калинковичи — Гомель), 128 км от Гомеля.

### Гидрография
На севере мелиоративные каналы

## Транспортная сеть
Транспортные связи по просёлочной, затем автодорогах, которые отходят от Брагина.
Планировка состоит из короткой прямолинейной улицы, близкой к меридиональной ориентации. Застройка деревянными домами усадебного типа.

## История
Основан в начале 1920-х годов переселенцами преимущественно из деревня Стежерное на бывших помещичьих землях. В 1932 году организован колхоз. В 1959 году входил в состав колхоза «Флаг Ленина» (центр — деревня Заречье).
С 29 ноября 2005 года исключена из данных по учёту административно-территориальных и территориальных единиц

## Население

### Численность
- 1980-е — жители переселены.

### Динамика
- 1959 год — 74 жителя (согласно переписи).
- 1980-е — жители переселены.